# Almásháza
Almásháza (vyslovováno [almášháza]) je malá vesnička v Maďarsku v župě Zala, spadající pod okres Zalaegerszeg. Nachází se asi 17 km východně od Zalaegerszegu. V roce 2015 zde žilo 70 obyvatel.
Sousedními vesnicemi jsou Ligetfalva, Nagykapornak, Padár, Tilaj a Zalacsány.